# بيت الرزاع (المحويت)

تعديل مصدري - تعديل

بيت الرزاع هي إحدى قرى عزلة الغذيفي بمديرية المحويت التابعة لمحافظة المحويت، بلغ تعداد سكانها 542 نسمة حسب تعداد اليمن لعام 2004.